# メナヘム・プレスラー
メナヘム・プレスラー （Menahem Pressler、ヘブライ語: מנחם פרסלר、1923年12月16日 - 2023年5月6日）は、ドイツ出身、イスラエル系アメリカ人のピアニスト。学術教師でもあった。

## 概要
ドイツ マクデブルクでマックス・ジェイコブ・プレスラーの名でユダヤ人の家庭に生まれる。地元の教会でオルガニストのエドムント・キツェル（Edmund Kitzel,1880 - 1944）にピアノを習う。水晶の夜で父親が営む衣料品店が破壊されたのを機に1939年にドイツからパレスチナに移り、名をマックス・ジェイコブからヘブライ語で「慰めるもの」を意味するメナヘムに変える。イスラエルに移り住んだ後はテルアビブのエリアフ・ルディアコフ（Eliahu Rudiakov,1907-1969）のもとでピアノを学ぶ。その後パレスチナ管弦楽団のコンクールでグリーグのピアノ協奏曲イ短調を弾き優勝。ルディアコフの紹介によりレオ・ケステンベルグ（英: Leo Kestenberg）のもとで学ぶ。
1946年にサンフランシスコで開催されたドビュッシー国際ピアノ・コンクールで第一位を獲得する。1947年12月、ユージン・オーマンディ指揮のフィラデルフィア管弦楽団でシューマンの協奏曲を弾き、アメリカデビュー。デビュー後もイザベル・ヴェンゲローヴァ（英: Isabelle Vengerova）、ロベール・カサドシュ、エゴン・ペトリ、エドゥアルト・シュトイアーマンなどからレッスンを受ける。1949年、サラ（Sara Scherchen）と結婚。
1950年7月のラヴィニア音楽祭でシカゴ交響楽団デビュー。ラフマニノフの「パガニーニの主題による狂詩曲」とグリーグの「ピアノ協奏曲」を演奏した。1955年からインディアナ大学ブルーミントン校ジェイコブズ音楽院で音楽を教え始める。
1955年、ボザール・トリオ結成。2008年の解散までメンバーを変えながら演奏を重ね、50年以上にわたる活動により、録音は数百回、コンサートは数千回を超えた。
1969年初来日。第12回大阪国際フェスティバルに出演。
1996年、72歳の時にカーネギーホールでソロリサイタルデビュー。室内楽や協奏曲のソリストとしては少なくとも13回演奏しているが、単独での出演はこの時が初となる。
1998年にジェイコブズ音楽院音楽学部長に就任、ディスティングイッシュトプロフェッサーの称号を得た。
2009年11月、マグデブルグから名誉市民権が授与される。
2014年1月、90歳の時にセミヨン・ビシュコフ指揮のベルリン・フィルでモーツァルトの「ピアノ協奏曲17番 K.453」を演奏。パリ管弦楽団など各国の楽団とも共演する。
2017年10月、サントリーホールでのピアノ・リサイタルで来日。
2023年、ロンドンで99歳で亡くなる。

## 人物
- 「ベスト・コンデイションでステージに立つには、『練習』しかない」と語る。帰宅し妻と食事をして一旦床に就いた後、21時半から22時に起き、夜中の1時まで練習していた[4]。
- 教える時に大切にしていることは「音楽への愛」。「音楽への愛とは、自分自身の栄光だとか有名になるためでなく、作品に込められた作曲家たちのメッセージを正しく聴き手に伝えるということ。これを生徒に伝えたいと思っている」と話している[18]。
- 「"I envy myself"、私は自分自身を羨ましいと思っている。なぜなら自分がやりたいと思うことができ、音楽することができ、聴くことができ、また教えることができる。こういう自分を羨ましく思う」と自身について述べている[18]。

## エピソード
- ドイツで暮らしていた頃、両親は当初メナヘムにヴァイオリン、弟にピアノのレッスンを受けさせたが、弟がレッスンを嫌がったため、メナヘムがヴァイオリンとピアノのレッスンを受けることになった[19]。キツェルから受けたレッスンはバッハ、ベートーベン、シューベルトなどドイツの作曲家の曲と一部のロマン派音楽の曲。パレスチナへの入国のビザが降りるまでの半年間イタリアのトリエステに滞在していた時に、キツェルから「音楽を粘り強く続けてほしい」という手紙とともにドビュッシーの「水に映る影」の楽譜が届いた[5][3]。メナヘムはキツェルが「ナチスが台頭する中でユダヤ人の少年を生徒にするのはリスクがあったにもかかわらず指導してくれた」と語っている[3]。
- フランスのピアニスト ポール・ロヨネ（仏: Paul Loyonnet）のレッスンを受ける機会に恵まれたことにより、ドビュッシーの楽曲への理解を深め研鑽を重ねていった。ドビュッシー国際ピアノ・コンクールの前には1日8時間練習に取り組んだ[20]。
- 演奏を自分自身で楽しむタイプだったので、正反対のタイプだったシュトイアーマンからは「キミが羨ましい」と言われていた[21]。
- 演奏中、気持ちが昂ってくると鍵盤に顔がつきそうな姿勢で弾くので、ペトリから「メナヘム、このピアノはどんな匂いがする？」と言われた[21]。
- ピアニストの橋本京子によれば、室内楽のレッスンでは「なんだその音程は」「誰だそんなボーイングをつけたのは」などと怒鳴ることもあり、エネルギッシュな様子だった。「しかし、ピアニストでいながら、音程、ボーイング、フィンガリングとあれだけ教えることができるというのはすごいなと思いました」と述懐している[22]。

## 日本での公演
- 第12回大阪国際フェスティバル1969（1969年4月18日・22日、フェスティバルホール）[11]
- ボザールトリオ演奏会（2000年4月、カザルスホール）[23]
- アントニオ・メネセス＆メナヘム・プレスラーデュオリサイタル （2010年12月、ザ・フェニックスホール 他）[24][25][26]
- 庄司紗矢香＆メナヘム・プレスラー デュオ・リサイタル（2014年4月、サントリーホール）[27]
- メナヘム・プレスラー ピアノ・リサイタル（2017年10月16、サントリーホール）[17]

### テレビ番組
- テレビリサイタル （1969年4月20日、NHK教育）[29]
- 秋の夜の室内楽（1995年9月3日・10日、NHK衛星第2テレビジョン）[30][31]
- クラシックアワー（NHK衛星第2テレビジョン）
  - 1997年11月26日[32]
  - 1999年7月22日[33]
- クラシック倶楽部（NHK BSプレミアム）
  - メナヘム・プレスラー ピアノ・リサイタル（2011年7月22日）[35]
  - クラシック・アラカルト（2）（2012年3月15日）[37]
  - メナヘム・プレスラー ピアノ・リサイタル（2012年7月31日）[39]
  - 庄司紗矢香＆メナヘム・プレスラー デュオ・リサイタル（2014年7月31日）[40]
  - メナヘム・プレスラー ピアノ・リサイタル（2018年1月31日）[42]
- プレミアムシアター ベルリン・フィル ジルヴェスター・コンサート2014（2015年2月23日、NHK BSプレミアム）[43][曲 1]
- クラシック音楽館 N響第1871回定期公演（2018年1月7日、NHK Eテレ） - メナヘム・プレスラー 音楽への愛 人生への愛[44][曲 2]

### 演奏曲
1. ↑  
  - モーツァルト「ピアノ協奏曲第23番K.488」
  - コダーイ 組曲「ハーリ・ヤーノシュ」
2. ↑  
  - ショパン「ノクターン遺作」
  - ドビュッシー「夢」